# جان لجند
جان راجر استپنز (John Roger Stephens) (زاده ۲۸ دسامبر ۱۹۷۸)؛ با نام هنری جان لجند John Legend، یک خواننده، ترانه‌سرا و بازیگر است. وی از سال ۲۰۰۴ میلادی تاکنون مشغول فعالیت بوده‌است. جان لجند به ۱۲ جایزه گرمی و یک جایزه گلدن گلوب و یک جایزه اسکار دست یافته‌است.
از بهترین آثار او می‌توان "تمام من" را نام برد که در میان ۱۰۰ آهنگ برتر بیلبورد ۱۰۰تای برتر قرار گرفت. او همچنین در سال ۲۰۱۵ برای موزیک "افتخار" تهیه شده برای فیلم سلما جایزه اسکار دریافت کند. از فیلم‌های معروف او می‌توان به بازی در فیلم‌های مردان سول، لالا لند اشاره کرد.
لجند در سال ۲۰۱۱ با بازیگر و مدل معروف کریسی تیگن نامزد و سپس در سال ۲۰۱۳ ازدواج کرد. این زوج دارای دو فرزند دختر متولد آوریل ۲۰۱۶ و ژانویه ۲۰۲۳ و یک فرزند پسر متولد می ۲۰۱۸ میباشند که همگی به روش آی‌وی‌اف متولد شده‌اند.